# Carnaval de Guadeloupe

Groupe « Guimbo All Star ».

Le carnaval est un événement festif et culturel annuel qui se déroule sur deux mois environ, du 1er dimanche de janvier (Épiphanie) au mercredi des Cendres. Chaque dimanche, le carnaval se passe dans une ou plusieurs communes. Le Dimanche Gras, la grande parade se déroule toujours à Pointe-à-Pitre et le mardi gras à Basse-Terre. Le dernier jour du carnaval, le mercredi des cendres est marqué par la mort de Vaval, roi du carnaval, mais les derniers défilés sont pour la Mi-Carême. Fortement associé à la création locale et notamment à la musique gwoka, le carnaval de Guadeloupe offre des expressions très diversifiées entre clinquant et messages politiques, entre sauvegarde de la culture et défoulement. Sa particularité, quel que soit le style de groupe, est de proposer des défilés avec des orchestres qui défilent.
Il y a plusieurs types de groupes comme les groupes à « caisses claires », les groupes à « Mas » et les groupes à « po ». La plupart des groupes à po venant de Pointe-à-Pitre, ils défilent tous les dimanches soir dans cette ville.

## Histoire
Le carnaval fut introduit par les colons au XVIIeme siècle pour faire la fête avant de se restreindre pendant le Carême. Progressivement, les esclaves ont été autorisés à y participer et ont intégré certaines traditions des colons. Les esclaves pouvaient aussi se moquer de leur maître sans conséquences. L'histoire du carnaval est encore très présente en Guadeloupe.

## Jours de carnaval

### Dimanche Gras

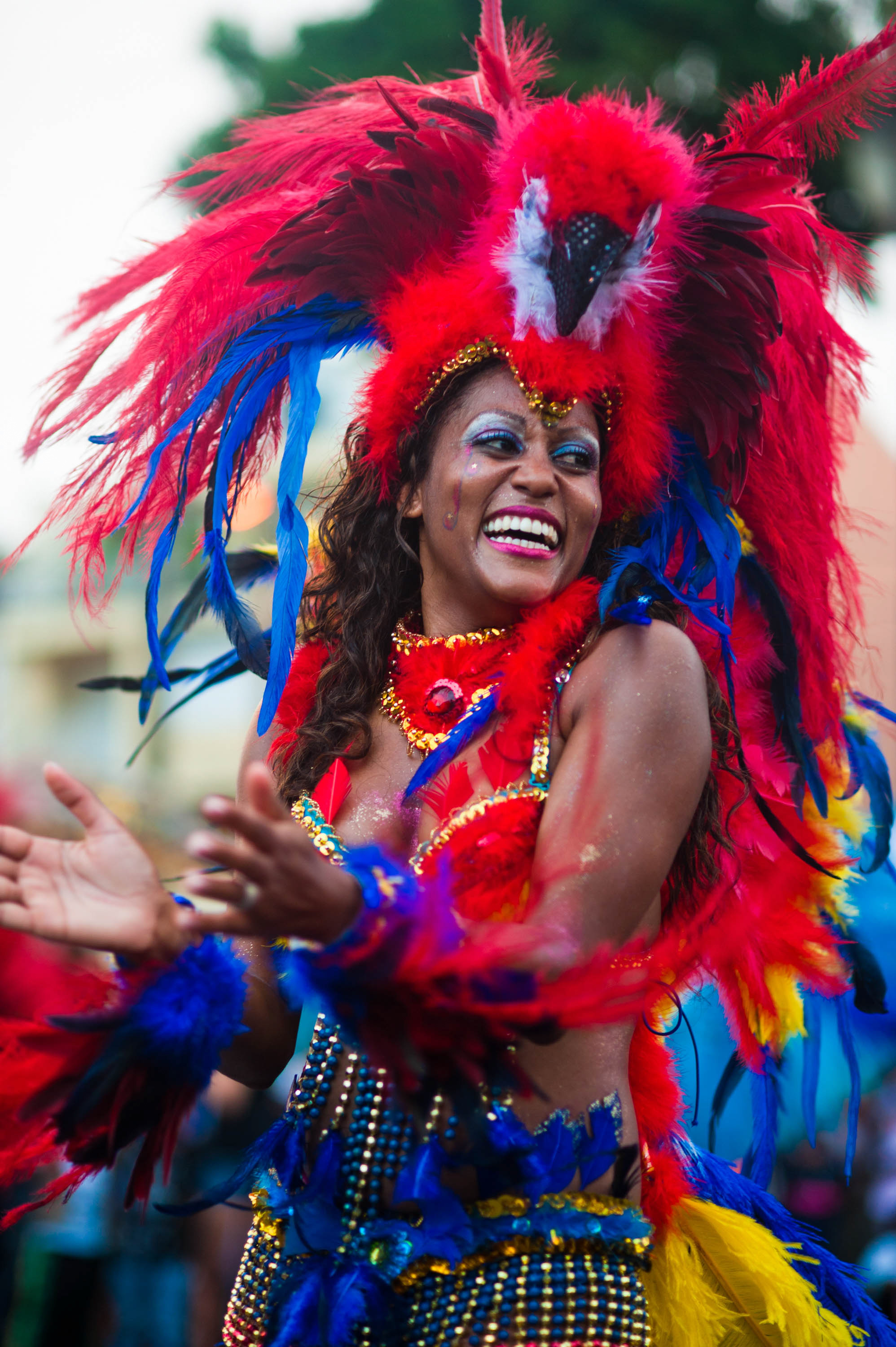
Costume au défilé de Pointe-à-Pitre du carnaval d'hiver.

Le Dimanche Gras se déroule à Pointe-à-Pitre. Une grande parade est organisée, commence l'après-midi et se termine très tard le soir. Les concours qui y sont organisés sont principalement les concours de « Musique » et « festiverie » (ensemble de la présentation, costumes, etc.). les personnes masquées circulent dans les rues, font claquer leur fouet et demandant une rançon aux automobilistes dans un esprit de fête. C'est aussi la grande parade des reines et à l'apparition de Vaval.

### Lundi Gras
Le Lundi Gras à Basse-Terre se déroule un défilé folklorique en pyjamas très tôt le matin, puis le traditionnel défilé des marchandes. Le soir se déroule les Grandes Parades nocturnes du Lundi Gras à Basse-Terre (sur le thème des Lumières) et Saint-François (durant cette parade se déroule le concours de chorégraphie). C'est le jour des mariages burlesques dans lesquels des couples se déguisent avec des vêtements du sexe opposé.

### Mardi Gras
Le Mardi gras le plus important est marqué par la grande parade de Basse-Terre, qui accueille le plus de monde. Le concours qui y est organisé est le concours de costumes et de chars, qui est centré sur un thème donné. Le Mardi gras est l'un des seuls jours où les groupes sortent leurs chars (la rue étant plus large), la quasi-totalité des groupes y est conviée. Le circuit du Mardi gras est très éprouvant. Il se déroule généralement à Basse-Terre
Les Winners 2012-2025
2025:Arioka
2024:Double face 
2023:Kasika 
2020:Vibration 
2019:Vibration 
2018:Waka 
2017:Magma 
2016:Golden star
2015:Double face 
2014:Magma 
2013:Magma 
2012:Magma

### Mercredi des cendres
C'est le jour du grand « vidé ». On brûle Vaval, le roi du carnaval, devant une foule habillée en noir et blanc.

## Les figures emblématiques
Vaval (diminutif créole de Carnaval) est le roi du carnaval. Il symbolise et incarne tous les problèmes de l'année écoulée. Il défile le Dimanche Gras. Il meurt le mercredi des Cendres devant la foule, qui chante « vaval, vaval, vaval ka kité nou, malgré lavi la rèd, vaval ka kité nou ». Il est représenté par un bwabwa (marionnette) représentant un personnage souvent connu. L'incinération de Vaval est le symbole de la purification des âmes.
La Reine peut se présenter dans trois costumes différents : costume traditionnel, tenue de soirée, travestie. Elle accompagne Vaval.
Le Mas (masque) est une personne ou un groupe de personnes défilant en marge du défilé officiel. Il est aussi le costume qui fait référence à un personnage de l'histoire ou de l'imaginaire guadeloupéen et qui rappelle l'Afrique. Le Mas est là pour effrayer, déranger et choquer.
- Mass a lan-mò, mass lan-mò, mass lan-mò ou mass lamow (Masques de la mort) : est souvent drapé de blanc ou de noir et porte un masque funéraire. Pendant le défilé, il peut envelopper la foule ou piquer le spectateur d’une épingle.
- Mass a konn (Masques à cornes) : c'est le symbole du taureau, synonyme de puissance dans un monde rural.
- Mass a fwet (Masques à fouet) : est souvent habillé de chemise et de pantalon en tissu madras, tête encagoulée et masquée; il représente la virilité et la fécondité[5].
- Mass a miwa (Masques à miroirs) : habillé en costume de tissus de couleurs vives ou de madras, parsemé de fragments de miroirs. Il symbolise le changement et la mutation et fait référence au Dieu Janus[6]. Il est aussi un hommage à la communauté indienne[7]
- Mass a kongo , Mass a goudwon (Masques de goudron) ou Mass gwo-siwo (masque gros sirop) : est vêtu de « konoka » (pantalons de travailleurs des champs), d'un short ou d'un simple cache sexe, il s'enduit toutes les parties visibles du corps d'un mélange de mélasse destinée à noircir la peau et rougit ses lèvres de roucou. Ils représentent les nègres importés d'Afrique et la présence africaine dans le présent. Dans le passé, un des membres effectuait une danse acrobatique en montant sur deux longs bâtons posés sur les épaules de quatre hommes[8].
- Mass a rubans : est vêtu de long rubans cousus sur ses vêtements brillant et d'un chapeau. Leur danse consistait à tourner au pied d'un mât en tressant autour de celui-ci de longs rubans. Le symbole phallique a son importance dans ce mass. Ce mass est importé par les travailleurs indiens (Immigration indienne) et a, de nos jours, presque disparu[9].
- Mass a hangnion ou Mas a rannyon (masque en haillons) : il porte des haillons multicolores cousus sur un vieux vêtement et symbolise la pauvreté. Après les fêtes de Noël et les dépenses, la population n’a pas d'autre choix que de récupérer de vieux vêtements. Il ouvre le carnaval[7].
- Mass a Lous (Masque à l'ours) : est vêtu de feuilles de bananes et porte un masque avec des cornes de bœuf. Il est le symbole de l'héritage des temples religieux africains et symbolise une divinité africaine.
- Mass a roukou ou Mas a woukou (masque de roucou) : est vêtu d'un pagne fait de feuilles et est recouvert d'huile de roucou. Il représente les premiers habitants de Guadeloupe : les Indiens Caraïbes (« zendien Karaib »).
- Mass a biki ou moko zombi : il existe depuis le début de XXe siècle. C'est un homme habillé en femme, masqué et monté sur échasses. Il danse au son du triangle, du tambour basque et de l'accordéon. Il représente les esprits, les zombis ou le diable. Il portait un parapluie qu'il utilisait pour faire la quête[10].
- Mass a Man Ibè (Masque de Madame Hubert) : symbole des hypocrites et des traîtres. Madame Hubert était une guérisseuse de Pointe-à-Pitre qui parcourait les bois la nuit, accompagnée de ses chiens, à la recherche de plantes médicinales et magiques[11]. Elle était critiquée le jour par ceux qui venait la consulter la nuit.
- Mass a zonbi (Masques de zombie) : créé pour le Lundi gras de 1991 par le groupe carnavalesque Voukoum. Le carnaval n'est pas pratiqué par les esclaves restés fidèles au voudou et autres coutumes africaines car il servait aux maîtres à se moquer des esprits. Les rituels et les cultes antiques d'Afrique étaient méprisés et les ancêtres injuriés.

## Groupes carnavalesques
Les groupes (au XXIe siècle) sont divisés en quatre grandes catégories (po, mass, caisse claire, synthé).

### Groupe à «Po»
Les groupes à « Po » utilisent des tambours à peau d’animal, des chachas et cornes (ou conques) à lambis. Dans la région pointoise, ils jouent la musique « Sen Jan » (saint Jean) (ex : le groupe Akiyo) et dans la région  basse-terrienne, c'est plus généralement la musique Gwo Siwo qui est jouée (ex: le groupe Voukoum). Leur marche est vigoureuse, et ils sont souvent surpeuplés. 

#### Sous groupes
On peut compter des sous-groupes parmi les groupes à « Po » :
- Les groupes à fouet : leurs adhérents font claquer des fouets généralement pour exprimer la souffrance qu'enduraient les esclaves durant la colonisation ;
- Les groupes « gwo siwo » : leurs adhérents sont couverts d'un sirop noir très odorant (« siwo batri ») ;
- Les gros tambours (très rares aujourd'hui) ;
- Les cortèges à pied : ce sont les plus communs.

#### Groupes emblématiques
- Akiyo fondé en 1979
- Voukoum, fondé en 1988, jouant la musique à mass Gwosiwo un rythme spécifique au Sud Basse-Terre
- Mas an nou
- Mas ka klé
- K-maron
- Klé la
- Nasyon a Nèg Mawon
- 50/50
- Le Pwen
- Moun ki moun
- VIM
- Chenn La
- Mas a Wobè
- Inité Mas
- Sonjé Sa
- Oüaliapa
- Ka Mass Ka
- Mas 2.0
- Masko
- Restan La
- Nukila
- Mangrov'la
- MAS'AY

### Groupe à «mass»
Les groupes de ce type, tels que nous les connaissons aujourd'hui comme le célèbre groupe Mass Moul Massif, sont apparus au mi lieu des années 2000. Malgré leurs masques et leur costumes stéréotypés, ils parviennent la plupart du temps à innover grâce à leurs chorégraphies et à leur humour.
Groupes emblématiques
-Mass Moul Massif (Moule)
-Atafaya (Sainte-Anne)
-Tonshi Mass (Pointe-à-Pitre)
-ADN Mass (Moule)
-Reality Bimass (Baie-Mahault)
-Punta Negra Mass (Pointe-Noire)

### Groupes à  «caisses claires»
Les groupes à caisses claires sont très nombreux et ont des costumes très diversifiés. Les seuls groupes utilisant des sections de cuivres sont ceux dont le financement est le plus onéreux. Ils sont reconnaissables à leur musique et surtout à leurs costumes et à leurs chars.
La caisse claire des groupes originaires du sud Basse-Terre est principalement jouée sur le rythme Cabolo et est directement inspirée de grands orchestres tel que Typical Combo qui le jouaient également,.

#### Groupes emblématiques
- Toumblack TNS
- Magma de Basse-Terre
- Avan Van du Moule
- Bouyot dorée de Bouillante
- Waka de Basse-Terre
- Double Face de Pointe-à-Pitre
- Guimbo All Star de Pointe-à-Pitre
- Waka Chiré Band de Sainte-Rose
- Matamba de Saint-François
- Explosion V du Moule
- Pikanga de Baie-Mahault
- Kasika de Capesterre Belle-Eau
- Senna All Star
- Kontak
- Karmelo
- Kiss
- Kréyol star GROUPE INTER SECTIONS DE CAPESTERRE Belle-eau
- Vidim de Basse-Terre
- Soleil d'argent de Pointe-Noire
- Atout band de Petit-Bourg
- Golden star 114 de Trois-Rivières
- Kalson all star
- Karapat de Pointe-Noire
- Akwarel de Baillif
- La couronne verte
- Lyannaj des Abymes
- Lyannaj nord Basse-Terre
- Pirouli band
- Senat all star
- Karukera star
- Magistral de Basse-Terre
- Aqua Band Star de Petit-Canal
- Vibration de Sainte-Rose
- Arioka de Gourbeyre
- Excellence des Abymes
- Raizet City disparu dans les années 1990

### Groupes à «synthés/sono»
Originaires du sud Basse-Terre, les groupes à synthés (ou groupe à sono) embarquent sur un camion les enceintes, groupe électrogène, deux synthétiseurs, suivi par la guitare basse et les chanteurs à micro. Les percussions suivent à pied derrière le camion.
L'idée de créer un groupe mixant percussion à pied et sonorisation sur le camion vient de Jean Tamas et fait suite à l'interdiction des chars dans les années 1980, cette musique est donc en lien avec celle de groupes tels que le Typical Combo.
La guitare basse elle, est jouée selon un rythme appelé "Cheval Bois" ou "Chouval Bwa" en créole. C'est Philippe Alibar le bassiste du groupe Mango Dlo qui a inventé cette façon de jouer en s'inspirant du rythme de percussion Chouval bwa de la Martinique. En effet, c'est après un séjour en Martinique qu'il eu l'idée d'adapter ce rythme de percussion pour le jouer à la Guitare basse. Originellement dans les chars le basse était jouée en carré, c'est-à-dire la basse marquait simplement le temps.

#### Groupes emblématiques
- Mango Dlo de Basse-Terre, c'est le 1er groupe de carnaval à synthé il a été fondé en 1984 par Jean Tamas et disparu dans les années 1990[14]. C'est au travers de ce groupe que Jean Tamas lança au milieu des années 80 le concept des vidés populaires sur des musiques carnavalesques avec synthé dans les rues de Basse-Terre chaque vendredi soir. Le groupe a également un album CD à son actif.
- Ti MAWON de Saint-Claude Orchestre de Carnaval 1er groupe à avoir mis des cuivres en harmonie avec synthé , guitare et chant sur véhicule sonorisé avec section percussions traditionnelles BONM , capable d'interpréter tous morceaux sur les rythmes de carnaval
- Phoénix de Bouillante, fondé en Septembre 2017
- Pikan de Vieux-Habitants
- Foud-la de Basse-Terre, fondé en 2010 par Zouka (ancien pianiste de Volcan)
- Ti-Bwa de Bouillante
- Volcan de Basse-Terre, fondé en 1998
- Explosion des Saintes
- Chiré band de Vieux-Fort
- Vulcania de Saint-Claude
- Black marbré de Morne-A-l'Eau (avec uniquement un synthé pour la partie sonorisation)
- Baillif Express de Baillif
- Lakou Zaboka de Gourbeyre
- Kristal de Basse-Terre mais avec une majorité de membre Saint-Claudien, disparu dans les années 2000
- Sun Fly de Vieux-Fort
- Nassako de Terre-De-Bas (Les Saintes)

## Élection du roi et de la reine du carnaval
L’élection du roi et de la reine du carnaval se fait chaque année lors d'une grande soirée. Les prétendantes au titres de Reine (toutes de groupes différents) défilent une à une sous l’œil avisé d'un jury.
Il y a trois concours :
- la Reine du carnaval des lycées ;
- la Reine et du roi de chaque commune ;
- la Reine départementale.

## Carnaval des enfants
Deux événements majeurs sont organisés pour les enfants : la ronde des enfants et le carnaval des enfants. Ces deux évènements sont organisés par des associations d'hébergement pour les enfants. Lors de ces évènements, une « mini »-reine est élue, qui représente les enfants lors des Jours Gras.
L'enfant a aussi son mass : mass a banblet.

## Retransmission télévisée
Depuis plusieurs années, les parades du carnaval sont retransmises en direct à la télévision. Entre 2003 et 2008, les téléspectateurs pouvaient voter par téléphone ou par SMS lors des concours.